# Hubert Moest
Hubert Moest, nato Richard Hubert Moest (Colonia, 3 dicembre 1877 – Berlino, 5 dicembre 1953), è stato un regista, sceneggiatore, attore e produttore cinematografico tedesco del cinema muto.
Nella sua carriera, tra gli anni dieci e venti del Novecento, Moest diresse quasi settanta film, ne sceneggiò sette e ne produsse cinque. Fu, anche, saltuariamente attore e il suo nome appare nel cast di sei pellicole. Era sposato con l'attrice Hedda Vernon, che diresse in numerosi film.

## Biografia
Figlio dello scultore Richard Moest, Hubert nacque a Colonia il 3 dicembre 1877. Studiò nella sua città, frequentando il ginnasio e la scuola d'arte. Lavorò anche come pittore. Nel 1895, cominciò ad apparire sul palcoscenico, esibendosi in diverse città tedesche come attore e cantante nel teatro d'operetta. Nel 1912, giunse a Berlino, dove recitò al Theater am Nollendorfplatz. A quello stesso anno, risalgono le sue prime regie teatrali.
Nel 1913, si sposò con l'attrice Hedda Vernon e, quando Moest iniziò a lavorare anche nel cinema, girò con lei numerosi film, di cui lui era il regista. Pur essendo stato arruolato nell'esercito (si era al tempo della prima guerra mondiale, Moest poté continuare regolarmente il suo lavoro di regista, senza subire interruzioni o restrizioni.
Il matrimonio con Hedda Vernon si risolse nel 1920 con un divorzio. Alla fine 1919, Moest aveva intanto fondato una propria casa di produzione, la Moest-Film GmbH ma, quando, nel gennaio 1922, Waldemar von Briger acquisì la maggioranza delle azioni della compagnia, Moest si dimise, creando in febbraio una nuova società, la Moest-Produktions GmbH. In seguito, nell'aprile dello stesso anno, non essendo riuscito a portare in porto il progetto del film Die Bernsteinhexe, diede vita a un'altra casa di produzione, la Aladin-Film Co. AG.
Alla fine degli anni trenta, sotto il regime nazista, Moest - che nel 1923 aveva sposato l'ebrea Elly Charlotte Liepmann - viveva in condizioni difficili e aveva trovato lavoro solo come assistente alla Elekta-Film di Praga.

## Filmografia

### Regista
- Selbstgerichtet oder Die Gelbe Fratze (1914)
- Maria Niemand und ihre zwölf Väter (1915)
- Doch die Liebe fand einen Weg (1915)
- Die Heiratsfalle (1915)
- Zofia - Kriegs-Irrfahrten eines Kindes (1915)
- Zofenstreiche (1915)
- Der Weg zum Reichtum 1916
- Die Bettelprinzessin (1916)
- Seine kokette Frau (1916)
- Die Stricknadeln (1916)
- Suzannens Tugend (1916)
- Maskenspiel der Nacht (1916)
- Hedda Vernon's Bühnensketch (1916)
- Hedda im Bade (1916)
- Hans im Glück (1916)
- Das Wunder der Nacht (1916)
- Das Opfer der Wera Wogg (1916)
- Das Bild der Ahnfrau (1916)
- Die Verworfenen (1917)
- Die roten Schuhe (1917)
- Wenn der Wolf kommt (1917)
- Noemi, die blonde Jüdin (1917)
- Die fremde Frau (1917)
- Das Armband (1918)
- Die Narbe am Knie (1918)
- Mouchy (1918)
- Das Todesgeheimnis (1918)
- Der Gefangene von Dahomy (1918)
- Wo ein Wille, ist ein Weg (1918)
- Puppchen (1918)
- Fesseln (1918)
- Das Mädchen aus der Opiumhöhle (1918)
- ...um eine Stunde Glück (1918)
- ...der Übel größtes aber ist die Schuld (1918)
- Taumel (1919)
- Die Hexe von Norderoog (1919)
- Jugendliebe (1919)
- Der Hampelmann (1919)
- Blondes Gift (1919)
- Seine Beichte (Bekenntnisse eines Lebemannes) (1919)
- Ut mine stromtid (1919)
- Sangue circasso (Tscherkessenblut) (1919)
- Letzte Liebe (1919)
- Galeotto, der große Kuppler (1919)
- Die nach Liebe dürsten (1919)
- Die Erbin (1919)
- Der Peitschenhieb (1919)
- Das große Wagnis (1919)
- Alles verkehrt (1919)
- Durch Seligkeit und Sünden (1920)
- Der Schieberkönig (1920)
- Maita (1920)
- Lepain, der König der Verbrecher - 3. Teil
- Lepain, der König der Verbrecher - 4. Teil
- La canzone di Isotta (Das Frauenhaus von Brescia)
- Lady Godiva
- Die Jungfrau von Kynast
- Klub der Einäugigen
- Die reine Sünderin
- Das Zimmer mit den sieben Türen, 1. Teil - Der Schatz des Inka
- Das Zimmer mit den sieben Türen, 2. Teil - Lebensschicksale
- Das fränkische Lied
- Die Sonne von St. Moritz, co-regia di Friedrich Weissenberg (1923)
- Die sterbende Erde
- Götz von Berlichingen zubenannt mit der eisernen Hand (1925)
- Zwischen zwei Frauen

### Sceneggiatore
- Mouchy
- Wo ein Wille, ist ein Weg
- Ut mine stromtid
- Galeotto, der große Kuppler
- Das Frauenhaus von Brescia
- Klub der Einäugigen
- Götz von Berlichingen zubenannt mit der eisernen Hand, regia di Hubert Moest (1925)

### Attore
- Menschen und Masken
- Die Millionenmine
- Die Narbe am Knie
- Der Hampelmann, regia di Karl Heinz Martin (1938)
- Lepain, der König der Verbrecher - 3. Teil
- Lepain, der König der Verbrecher - 4. Teil

### Produttore
- Ut mine stromtid
- Die Jungfrau von Kynast
- Die reine Sünderin
- Das Zimmer mit den sieben Türen, 1. Teil - Der Schatz des Inka
- Das Zimmer mit den sieben Türen, 2. Teil - Lebensschicksale